# Каллас, Оскар
Оскар Каллас (эст. Oskar Kallas; 13 (25) октября 1868, Каарма — 26 января 1946, Стокгольм) — эстонский дипломат, фольклорист и языковед. Муж финско-эстонской писательницы Айно Каллас.

## Биография
Оскар Каллас родился в волости Каарма на острове Сааремаа в семье приходского преподавателя Михаеля Калласа. Уже в юности он стал интересоваться в эстонском фольклором и финно-угорскими языками. Помогал фольклористу Якобу Херту в сборе эстонской народной поэзии. В 1889 году он совершил свою первую поездку в Финляндию, которая очень повлияла на него. С 1887 по 1892 год Каллас изучал классическую филологию Дерптском (ныне Тартуском) университете. Затем отправился в Финляндию, где с 1892 по 1893 годы изучал в Императорском Александровском университете финский фольклор и финно-угорские языки.
Во время учёбы в Дерптском университете Каллас активно участвовал в политической жизни. Вместе со своим другом и будущим эстонским политиком Яаном Тыниссоном участвовал в националистической организации «Общество эстонских студентов». 
После 1893 года он преподавал в различных школах Нарвы, а затем и Санкт-Петербурга. В частности, был преподавателем школы Карла Мая. В тот же период вместе с Яаном Тыниссоном основал газету «Postimees», которая выступала против русификации Эстонии. В 1901 году защитил докторскую диссертацию в Александровском университете. В 1901-1903 годах был приват-доцентом Санкт-Петербургского университета на кафедре сравнительной филологии историко-филологического факультета.
С 1903 года Каллас работал журналистом в газете «Postimees», а также учителем средней школы в Тарту. Каллас стал первым директором первой в Эстонии школы для девочек (ныне гимназия Мийны Хярма), основанной в Тарту в 1906 году. В 1909 году Каллас стал одним из основателей Эстонского национального музея в Тарту и был начальником отдела волонтерской работы на протяжении многих лет. Каллас особенно известен своими исследованиями языка и культуры эстонских деревень в районе Лудзы в Латгале.
После обретения независимости Эстонии в 1918 году Каллас поступил на дипломатическую службу. Он был представителем Эстонии в Финляндии. Затем служил с 1922 года до своей отставки в 1934 году посланником Эстонии в Лондоне.
Жил в Таллине вместе с женой. После присоединения Эстонии к СССР эмигрировал в Швецию. Умер в Стокгольме 26 января 1946 года. Его тело было захоронено в Хельсинки в феврале 1946 года.

## Личная жизнь
Во время учёбы в Александровском университете он познакомился с Айно Крон, сестрой своего научного руководителя. В 1900 году они обвенчались в лютеранской церкви Хельсинки. У них родилось пятеро детей: Вирве, Лайне, Сулев, Хиллар и Лембит (умер в младенчестве).